# パンとあこがれ
『パンとあこがれ』はTBS「ポーラテレビ小説」枠で1969年3月31日から9月27日まで放送された連続テレビドラマである。白黒作品。全156回。

## 概要
「ポーラテレビ小説」第2作。新宿中村屋を創業した相馬黒光と夫相馬愛蔵との波瀾万丈な半生を描く一代記ドラマ。登場人物は全て仮名になっている。ヒロインには文学座の新人だった宇津宮雅代が抜擢され、本作以降新人女優による主演が定例となる。

## 物語
1893年（明治26年）仙台。貧乏士族の末娘吉本綾は名門仙台女学院に入学した。父はすでに亡く、一家の生活は兄孝太郎の収入に頼っている。胸を病む姉美代を抱えた吉本家には綾を進学させる余裕はなかったが、綾の熱意にほだされて、母の敬が内職をすることでなんとか遣り繰りをしていた。女学生生活を謳歌する綾は親友静子の兄朔に片想いするが、学校の方針に不満を抱く上級生に感化されて一緒に建白書を提出、大騒動の末自主退学を余儀なくされる。やがて恩師野口の紹介で見合いをした相馬隆蔵と結婚することになる。

## キャスト
- 吉本綾 - 宇津宮雅代
- 吉本敬 - 津島恵子
- 吉本孝太郎 - 寺尾聡
- 吉本美代 - 松尾嘉代
- 相馬隆蔵 - 東野孝彦
- 相馬正蔵 - 菅原謙次
- 相馬タネ - 八木昌子
- 相馬明子 - 新藤恵美
- 幼年期の明子 - 伊藤永
- 相馬達夫 - 小野寺昭
- 幼年期の達夫 - 大島正太郎
- 相馬孝次 - 石川博
- 島村朔 - 大出俊
- 島村静子 - 西尾三枝子
- 錦織節子 - 島かおり
- 志沢幹太郎 - 岸田森
- ブルボー校長 - イーデス・ハンソン
- オルトー先生 - ジェニー・ロペス
- 野口先生 - 加藤武
- 野口の妻 - 初井言榮
- 横山先生 - 穂積隆信
- 吉村先生 - 水原英子
- 岡崎先生 - 秋好光果
- 石川信子 - 吉村実子
- 石川徹元 - 加藤和夫
- 石川良 - 大塚道子
- 石川小枝 - 岸久美子
- 小枝の父 - 山本武
- 小枝の母 - 岸旗江
- 水谷高子 - 山岸映子
- 木村辰子 - 伊藤るり子
- 中田松代 - 高井章子
- 沢木蓮子 - 田村寿子
- 弥右衛門 - 織本順吉
- 三右衛門 - 中村是好
- うめ - 千石規子
- 松本少尉 - 宮浩之
- 松本ゆき - 高野ひろ美
- 杉森 - 草野大悟
- しげ - 板倉春江
- スエ - 石井くに子
- 浅倉 - 常田富士男
- 吉次 - 花沢徳衛
- 朝原達衛 - 富川澈夫
- タクール - 河原崎長一郎
- 信一 - 河原崎建三
- 徹どん - 小坂一也
- 大友幾代 - 吉沢京子
- 津元弘子 - 菱見百合子
- 金田 - 加藤嘉
- 女中美代 - 大山のぶ代
- 哲夫 - 宮寺康夫
- 宮子 - 木村菜穂
- 加代 - 親桜子
- 仙子- 桜井純子
- 里子 - 保倉幸恵
- スエ - 阿佐美那
- 元治 - 江角英明
- 英夫 - 佐藤輝昭
- 浅吉 - 小池修一
- 相馬の分家 - 小沢忠臣
- 医者 - 桑山正一
- 刑事 - 富田耕生
- 守衛 - 小瀬格
- 税務署員 - 石田茂樹
- 原保美
- 春川ますみ
- 砂塚秀夫
- 武原英子
- 今井和子
- 吉田次昭
- 角本秀夫
- 西国成男
- 大原百代
- 坂倉よしこ
- 菅野直行
- 南泰介
- ナレーター - 市原悦子

## スタッフ
- 脚本：山田太一
- 演出：井下靖央、伊藤勇、内野建
- 音楽：山下毅雄
- プロデューサー：山本典助、村上瑛二郎

## 参考資料
- 「テレビジョンドラマ」（放送映画出版）
- テレビドラマデータベース

| TBS系 ポーラテレビ小説           | TBS系 ポーラテレビ小説                 | TBS系 ポーラテレビ小説             |
| 前番組                           | 番組名                                 | 次番組                             |
| -------------------------------- | -------------------------------------- | ---------------------------------- |
| 三人の母 (1968.9.30 - 1969.3.29) | パンとあこがれ (1969.3.31 - 1969.9.27) | 安ベエの海 (1969.9.28 - 1970.3.28) |